# Petrovo-Krasnossíl·lia
Petrovo-Krasnossíl·lia (en ucraïnès: Петрово-Красносілля, en rus: Петрово-Красноселье, Petrovo-Krasnosélie, Петровское, Petróvskoie) és una ciutat del municipi de Khrustalni de l'óblast de Luhansk d'Ucraïna, situada actualment a zona separatista República Popular de Luhansk de la Rússia. El 2021 tenia 12.683 habitants.
Des del 2014, Petrovo-Krasnossíl·lia està controlat per la República Popular de Luhansk.
El govern ucraïnès reconeix la ciutat des del 2016 com a Petrovo-Krasnossíl·lia.

## Demografia
Llengua nativa segons el cens d'Ucraïna de 2001:
- Rus 76,4%
- Ucraïnès 22,4%
- Belarús 0,1%